# Regel van Gloger
De regel van Gloger is een zoölogische regel, die stelt dat binnen een soort van warmbloedige dieren zwaardere gepigmenteerde vormen eerder gevonden worden in meer vochtige omgevingen, zoals bij de evenaar. De regel is genoemd naar de Duitse zoöloog Constantin Wilhelm Lambert Gloger, die dit fenomeen in 1833 voor het eerst opmerkte in een review over de covariantie tussen het klimaat en de kleur van het verenkleed van vogels. (Erwin Stresemann merkte op dat hetzelfde idee al werd geuit door Peter Simon Pallas in diens Zoographia Rosso-Asiatica (1811). Gloger vond dat vogels in een meer vochtige leefomgeving donkerder waren dan hun familieleden in drogere streken. Meer dan 90% van de 52 onderzochte Noord-Amerikaanse vogelsoorten voldoen aan de regel van Gloger.

## Voetnoten
1. ↑  Gloger (1833)
2. ↑  Stresemann (1975)
3. ↑  Zink & Remsen (1986)